# Corallorhiza bulbosa
Corallorhiza bulbosa är en orkidéart som beskrevs av Achille Richard och Henri Guillaume Galeotti. Corallorhiza bulbosa ingår i släktet korallrötter, och familjen orkidéer. Inga underarter finns listade i Catalogue of Life.